# Louis Fourestier
Louis (Félix André) Fourestier (Montpeller, 31 de maig de 1892 - París, 30 de setembre de 1976) fou un director d'orquestra, compositor i pedagog francès. Va ser deixeble de Leroux, Gedalge, Vidal i d'Indy en el Conservatori de París. Fou profundament influenciat per Dukas. El 1925 aconseguí el Prix de Rome per la cantata  La Mort d'Adonis . Va desenvolupar una intensa activitat com a director d'orquestra i, el 1938 va ser un dels fundadors de l'Orquestra Simfònica de París. Com a professor va tenir molts alumnes, entre ells a Pierre-Philippe Bauzin, Maurice Le Roux.

## Algunes obres
- Patria, cantata, 1924,
- La mort d'Adonis, cantata, amb la qual guanyà el Prix de Rome el 1925,
- Polynice, poema simfonic, 1927
- A saint Valéry, poema simfònic de Pierre Nozière i Anatole France,
- Le Coup de Fousil, òpera còmica,
- Songs by Rabindranath Tagore and Paul Valéry per a solista i orquestra,
- String Quartet, 1937,
- Offrandre lyrique,
- Chants of the guerrier,
- Ave Maria.